# كافاليا
كافاليا (بالإيطالية: Cavaglià)‏ هي بلدية في مقاطعة بييلا في إقليم بييمونتي في إيطاليا.

## السكان
في سنة 1861 بلغ عدد السكان 2٬366 نسمة، وتطور العدد ليصل في سنة 2011 لـ 3٬625 نسمة.
يظهر هذا المخطط البياني تطور النمو السكاني لـ كافاليا

## توأمة
لكافاليا اتفاقيات توأمة مع كل من:
- Montbazin [الإنجليزية]‏
- دوبوي